# Broholmer
Der Broholmer ist eine von der FCI anerkannte dänische Hunderasse (FCI-Gruppe 2, Sektion 2.1, Standard Nr. 315). Die Rasse wird vom AKC im Hinblick auf eine mögliche Anerkennung im Foundation Stock Service geführt.

## Herkunft und Geschichtliches
Die Zucht des Broholmers wurde von Frederik Sehested, Eigentümer des Anwesens zu Broholm auf der dänischen Insel Fünen, begründet. Ein wesentliches Zuchtziel war seinerzeit die Entwicklung eines großen gelb-braunen Hundes nach dem Vorbild von Abbildungen von großen Hunden im Dänemark der frühen Neuzeit. Letztere werden regelmäßig auf die Einführung von mastiffartigen Hunden aus England zurückgeführt, wie dies auch in anderen europäischen Ländern zu dieser Zeit Mode war. Ein tragendes Motiv für die Zuchtbemühungen war die Beschreibung des französischen Naturforschers Georges-Louis Leclerc de Buffon, der im 18. Jahrhundert die Existenz eines großen dänischen Hundes postuliert hatte, der überdies noch Stammvater diverser anderer großer Hundetypen, wie des Irischen Wolfshunds, gewesen sein soll. Die Vorstellungen Buffons waren in ihrer Zeit von recht weitreichender Wirkung aber haben sich später als unhaltbar erwiesen. Dem Zuchtziel entsprechend wurden diese Hunde ursprünglich nicht als Broholmer, sondern als Große Dänische Hunde bezeichnet.
Von Sehested baute um 1855 aus überwiegend einheimischen Zuchtmaterial eine Zucht auf, die sich in Dänemark schnell einer gewissen Beliebtheit erfreute. Hierfür war in vielen Teilen Dänemarks nach geeigneten Hunden bzw. nach „Überresten des Dänischen Hundes“ gesucht worden, die Merkmale gesuchten Hundetyps aufgewiesen hatten. Der gesuchte Typ „war ein großer, braungelber Hund mit großem breiten Kopf, schwarzem Maul, kräftigem Halse und stark entwickelter Brust und Vorderbeinen, während das Hintertheil gewöhnlich nicht so kräftig war.“ Diese wurden häufig als Schlachterhunde bezeichnet, da man sich in dieser Zeit noch solcher großen Hunde in Schlächtereien bediente. Zwischen 1855 und 1875 wurden dann etwa 150 Welpen an Bürger in ganz Dänemark verteilt, die sich bereit erklärt hatten, am Aufbau der Rasse mitzuwirken.  Als der König Friedrich VII. und seine Mätresse, die Gräfin Danner, diese Hunde kennenlernten, waren sie begeistert. Sie sollten in der Zeit der weiteren Regentschaft Friedrichs Halter von Broholmer-Hunden sein und die Entwicklung dieser Rasse unterstützen.  Hintergrund war, dass auch der König bereits begonnen hatte, von seinen Beratern eine Rasse nach den Ausführungen Buffons aufbauen zu lassen, was aber nicht ganz so erfolgreich verlaufen war. Diese Hunde waren auch Jaegerspris nach dem königlichen Schloss Jaegerspris genannt worden.
Später wurden einige der Broholmer wie auch einige des Jaegerspris in den Zoo von Kopenhagen gebracht, wo man diese auch vermehrte und weiterentwickelte. Vor allem nach dem königlichen Lieblingsrüden „Holger“, den man nach dem Tod des Königs 1863 dorthin brachte, fielen dort etwa 200 Broholmer-Welpen.
In der Folgezeit sahen sich die Freunde und Züchter des Broholmers mit ihren redlichen Zuchtbemühungen jedoch aggressiven Anfeindungen ausgesetzt. Aufgrund der Erfolge der Deutschen Dogge, deren Verkauf vor allem in angelsächsische Länder zu einem lukrativen Geschäft werden versprach, wollten einige Hundezüchter die Doggen aus deutscher Zucht zu einem dänischen Produkt erklären und schmähten die Broholmerschen als „Köter“, die hier und dort zusammengekauft und gekreuzt worden wären, die nicht mit der angeblich reinen Rasse angeblich dänischen Ursprungs, die Buffon – sicherlich ohne derartige Spätfolgen dieser Ausführungen erahnen zu können – beschrieben hatte, vergleichbar wäre. Hintergrund dieses Vorhabens war, dass man in England in den aufgrund deren eigener Abstammungsgeschichte ursprünglich in Deutschland „Englische Hunde“ genannten Doggen, häufig den „Grand Danois“ Buffons erkennen wollte und sich für diese in den englischsprachigen Ländern die Bezeichnung „Great Dane“ durchsetzte. Aus diesem Grund sei es legitim und angezeigt, die Doggen aus Deutschland zu holen und als „Dänische Hunde“ zu bezeichnen; denn dies seien die wirklichen dänischen, während die Broholmer keine echten dänischen Hunde wären.

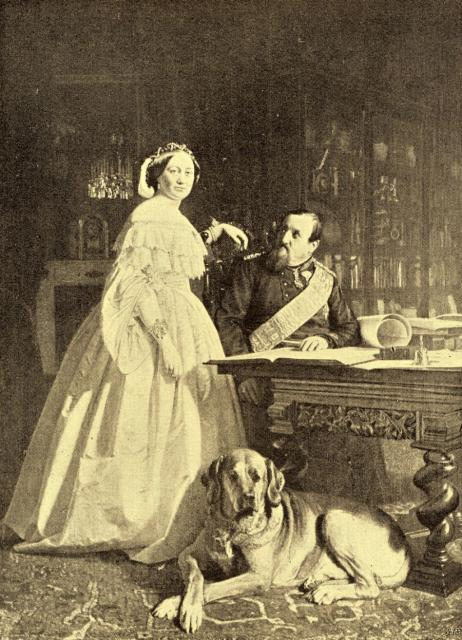
König Friedrich VII. und Gräfin Danner mit einem Broholmer, um 1860

Dieser – auch vom überzogenen Nationalismus in den europäischen Staaten des späten 19. Jahrhunderts gespeiste – Streit sollte sich ungünstig für die Fortentwicklung des Broholmers auswirken, da ihm infolge der damit einhergehenden Verfemungen nunmehr geringere Anerkennung zuteilwurde und er immer weniger Hundefreunde fand, die sich seiner annahmen. Hinzu kamen die Belastungen der Weltkriege und Hundekrankheiten, wie Staupe, die den Bestand zusätzlich zusammenschmelzen ließen. Schließlich wurde 1940 der letzte Hund ins Zuchtregister eingetragen. Nach dem Zweiten Weltkrieg galt die Rasse als erloschen. Auf Grund einer Veröffentlichung in einer Hundezeitschrift wurde die Rasse 1974 wiederentdeckt. Außerhalb der offiziellen Hundewelt war er vereinzelt weiter gezüchtet worden und eine Leserin stellte den Kontakt zu einem Halter her. Dieser besaß einen Rüden, der voll dem Typ des historischen Broholmers des 19. Jahrhunderts entsprach, sich aber aufgrund seines Alters nicht mehr als zuchttauglich erwies. Infolge der damit verursachten Aufmerksamkeit meldeten sich jedoch weitere Hundefreunde, die noch Hunde besaßen, die auf diesen Typ zurückgeführt werden konnten; insbesondere auf solche des schwarzen Farbschlages. Diese Farbe war inzwischen fast vergessen worden. Jedoch ließ sich anhand von Photographien der Broholmer, die im Tivoli Park gehalten worden waren, nachweisen, dass es auch schwarze Broholmer gegeben hatte.
Mit diesen Tieren konnte ein Rückzüchtungsprogramm aufgelegt werden, in dem auch verwandte Rassen zum Einsatz kamen. 1982 war die Rasse wieder so weit stabilisiert, dass die FCI den Broholmer anerkannte. Auch heute ist das Rückzüchtungsprogramm noch nicht ganz abgeschlossen. Lange Zeit durften darum auch keine Broholmer außer Landes verkauft werden, um das Programm nicht zu gefährden.
Inzwischen ist der Broholmer eine ansprechende eindrucksvolle Hunderasse, die ihren ursprünglichen Vorfahren wieder voll und ganz gerecht wird.

## Beschreibung
Massiger großer, kräftiger Hund mit kurzem, groben Haar in Hellgelb mit schwarzem Nasenspiegel und dunkler Maske, gelbbraun oder schwarz, weiß; Abzeichen können vorkommen. Die Ohren sind mittelgroß und hängend. Rüden haben eine Widerristhöhe von ca. 75 cm, Hündinnen ca. 70 cm. Das Gewicht eines Rüden beträgt ca. 60 kg, Hündinnen ca. 50 kg.

## Wesen
Der Broholmer ist ein ruhiger, angenehmer Hausgenosse und geduldiger Beschützer der Kinder. Er ist wachsam, aber nicht aggressiv, sondern eher freundlich.